# Peter Meinert Nielsen
Peter Meinert Nielsen (Grenaa, 24 de maig de 1966) va ser un ciclista danès, que fou professional entre 1990 i el 2000. Especialista en el contrarellotge, aconseguí 3 victòries als campionats nacionals d'aquesta especialitat.
Un cop retirat va dirigir algunes formacions ciclistes.

## Palmarès
- 1987
  -  Campió de Dinamarca en contrarellotge
  - Vencedor d'una etapa a la Volta a Renània-Palatinat
- 1988
  -  Campió de Dinamarca en contrarellotge
  - Vencedor d'una etapa a la Volta a Renània-Palatinat
- 1989
  -  Campió de Dinamarca en contrarellotge
  - Vencedor d'una etapa a la Volta a Suècia

### Resultats al Tour de França
- 1992. Fora de control (13a etapa)
- 1994. Abandona (12a etapa)
- 1997. 49è de la classificació general
- 1998. 45è de la classificació general
- 1999. Abandona (13a etapa)

### Resultats a la Volta a Espanya
- 1993. 19è de la classificació general
- 1994. 25è de la classificació general
- 1995. 31è de la classificació general
- 1996. 20è de la classificació general
- 1997. Abandona
- 1998. 82è de la classificació general

### Resultats al Giro d'Itàlia
- 1991. 84è de la classificació general
- 1995. Abandona